# Spettro acustico
Lo spettro acustico è un diagramma  che rappresenta le pressioni sonore in rapporto alla frequenza. Mette in evidenza la distribuzione energetica del suono nelle sue varie componenti  e mostra come varia la pressione sonora al variare della frequenza. In musica esprime il numero e l'intensità dei singoli suoni armonici concomitanti al suono fondamentale, determinanti nella formazione del timbro.